# Portugals præsidentvalg i 1928
Portugals præsidentvalg i 1928 blev afholdt det år den 25. marts.

## Resultat
| Kandidat                           | Stemmer | % |
| ---------------------------------- | ------- | - |
| Óscar Carmona                      | 761,730 |   |
| Notater: Tabellen er ufuldstændig. |         |   |
| Kilder:                            |         |   |